# Esclavas del Sagrado Corazón
La Congregación de las Esclavas del Sagrado Corazón de Jesús (en latín: Congregatio Ancillae Cordis Iesu), o simplemente Esclavas del Sagrado Corazón, es un Instituto religioso católico de derecho pontificio. Los miembros del instituto posponen a sus nombres las siglas A.C.I.

## Historia

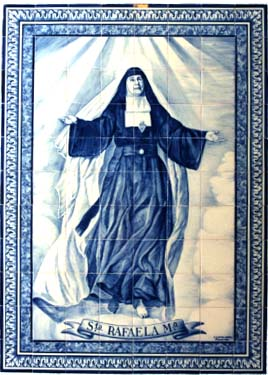
Rafaela Porras y Ayllón (1850-1925), fundadora de las Esclavas del Sagrado Croazón.

### Origen
Rafaela Porras y Ayllón (1850-1925) aconsejada por su director espiritual, Antonio Ortiz de Urruela, entró en el noviciado de la Sociedad de María Reparadora junto con su hermana Dolores. En 1877 Rafaela y otras quince hermanas de la comunidad dejaron el noviciado, con la autorización del cardenal Juan de la Cruz Ignacio Moreno y Maisonave, arzobispo de Toledo y primado de España, e iniciaron juntas un nuevo camino que llevó a la fundación de la Congregación de las Esclavas del Sagrado Corazón de Jesús, cuyo fin sea «la consagración plena al Señor y la misión al servicio incondicional de la Iglesia». A partir de entonces la fundadora fue conocida como Rafaela del Sagrado Corazón y se convirtió en la primera superiora general.
Algunos conflictos que se presentaron al interno de la Congregación, llevó a Rafaela a dimitir del cargo de superiora, y vivió relegada a la soledad, en el convento, pero apartada del resto de la comunidad.

### Aprobación y expansión

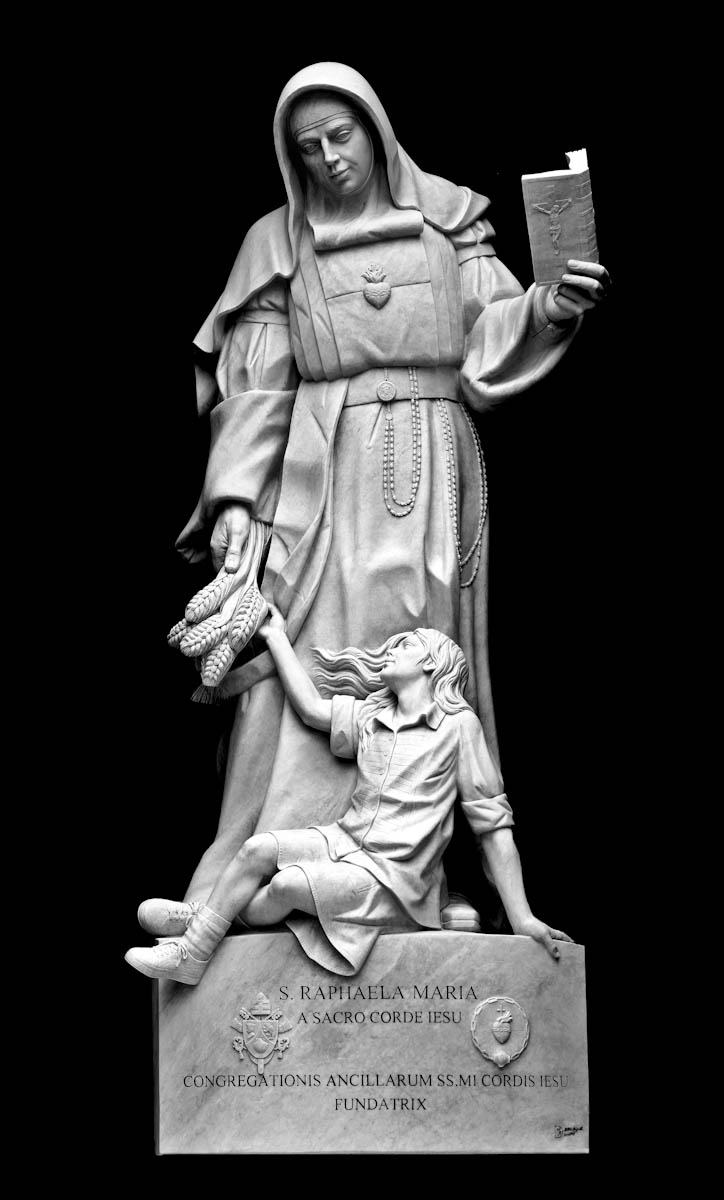
Imagen de Santa Rafaela María, basílica de San Pedro en la Ciudad del Vaticano.

Las Esclavas del Sagrado Corazón recibieron la aprobación diocesana el 14 de abril de 1877, fecha considerada por las hermanas como la fundación de la Congregación. En 1886, obtuvieron el pontificio decreto de lode y, al año siguiente, fue aprobada definitivamente por la Santa Sede el 29 de enero. Las "Constituciones" fueron aprobadas el 15 de septiembre de 1894.
Desde los primeros años, las esclavas se expandieron rápidamente a otras ciudades de España. En 1921 se abrieron las primeras casas fuera de ella, a saber: Italia, Inglaterra, Argentina, Perú y Cuba. En 1926 llegaron a Estados Unidos, Bolivia y Chile.
Rafaela del Sagrado Corazón fue beatificada por el papa Pío XII en 1952 y canonizada por el papa Pablo VI en 1977.

## Actividades y presencia
Las Esclavas se dedican sobre todo a la instrucción de la juventud, especialmente de los más pobres. La espiritualidad de la Congregación, inspirada en Ignacio de Loyola, es expiatoria y reparadora. Además participan de la ONG UNANIMA Internacional, en favor de las mujeres y los niños pobres, los inmigrantes, los refugiados y en la defensa del medio ambiente.

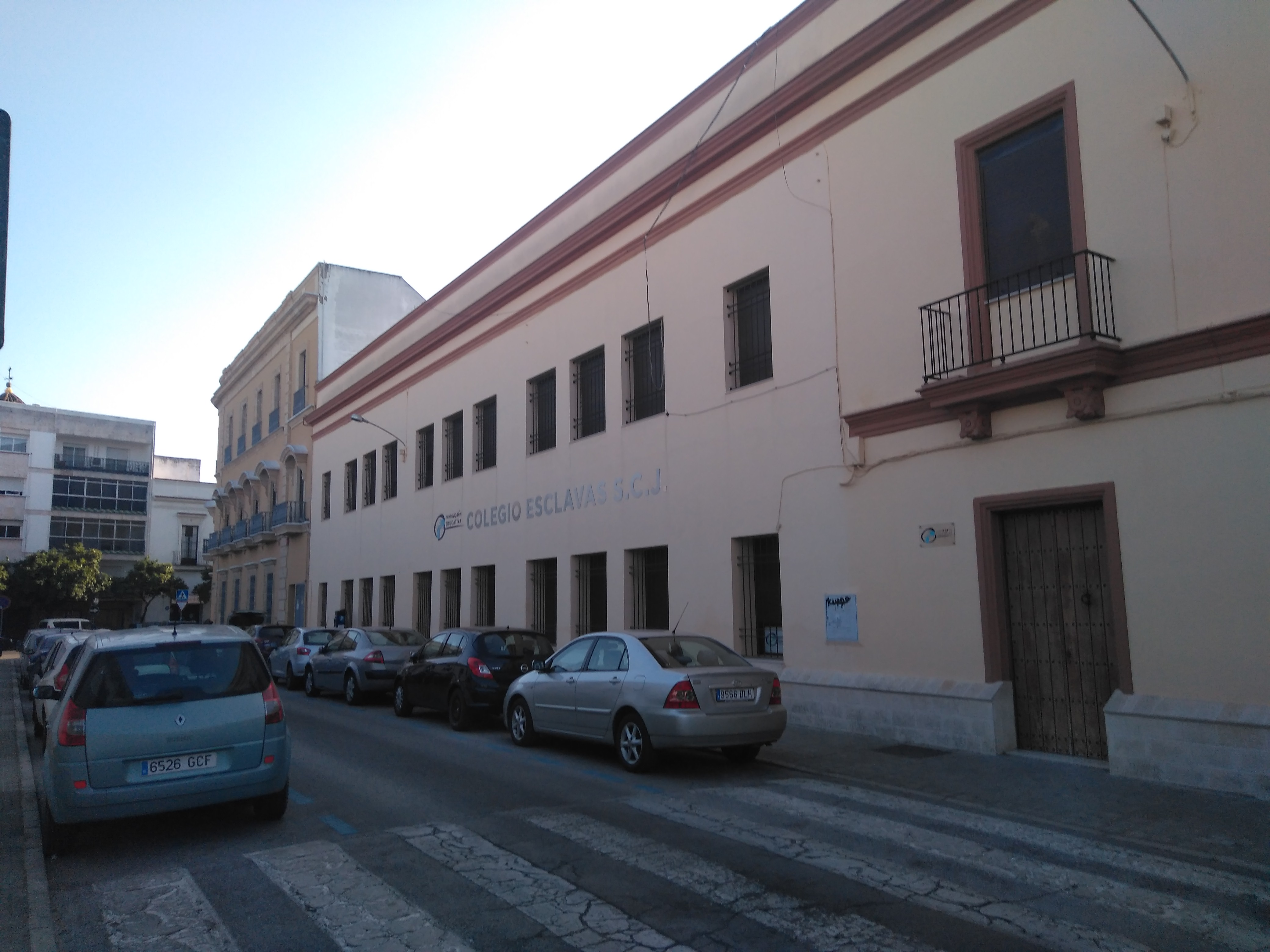
Colegio de la congregación

La congregación cuenta con 1.073 religiosas, en 119 casas, presentes en Argentina, Bolivia, Camerún, Chile, Colombia, Ecuador, España, Estados Unidos, Filipinas, Francia, India, Italia, Japón, Panamá, Perú, Portugal, Reino Unido, Uruguay, Timor Oriental.